# Marco Aurelio Denegri
Marco Aurelio Denegri Santa Gadea (Lima, 16 de mayo de 1938-Lima, 27 de julio de 2018) fue un intelectual, polígrafo y conductor de televisión peruano. Si bien es conocido por sus trabajos sobre la sexología, también abordó la crítica literaria y la lingüística —especialmente la gramática y la lexicografía—.

## Biografía
Hijo de Julio Edmundo Denegri Icaza y Leonor Santa Gadea Arana, por el lado paterno fue nieto de Marco Aurelio Denegri Cox y bisnieto de Marco Aurelio Denegri Valega; mientras que por el lado materno, fue nieto del político caracino Octavio Santa Gadea Márquez, quien fuera alcalde de Huaraz. Estudió en el Colegio San Andrés. En cuanto a sus estudios superiores, estudió Derecho en la Universidad Nacional Mayor de San Marcos, y posteriormente siguió estudios de Sexología y Sociología. Decía haber pasado por muchas universidades, pero se consideraba a sí mismo un «polígrafo autodidacto». En la década de 1970 fue director de la revista científica y artística de cultura sexual Fáscinum. El primer número fue editado en abril de 1972.
Su carrera en la televisión peruana empezó en 1972 a lado de Alfonso Tealdo, siendo en 1974 cuando debutó como presentador de La hora sexológica. Ya para 1977 era frecuentemente imitado como personaje mediático en el conocido programa cómico Estrafalario transmitido por la cadena ENRAD PERU (canal 7 de Lima). Su imitador era Guillermo Rossini. Condujo de 1997 a 2000 A solas con Marco Aurelio Denegri en el desaparecido Cable Mágico Cultural. Renunció en 2000 y luego pasó a las filas de la entonces llamada Televisión Nacional del Perú —actual TV Perú—, gracias a las gestiones de José Watanabe, y allí condujo un programa de televisión llamado La función de la palabra, donde abordaba diversos aspectos de la cultura —desde la música hasta la belleza de las manos—, aunque él lo consideraba contracultural.
Escribió artículos para diversos diarios peruanos, los cuales han sido recopilados bajo el título De esto y de aquello por la Universidad Ricardo Palma. Escribió para El Comercio una columna semanal.
Murió el 27 de julio de 2018 a los 80 años a causa de un enfisema pulmonar y sepultado en el camposanto Mapfre de Huachipa. Fue melómano y amante del cajón peruano; por tal motivo introdujo el término cajonística para referirse al arte de tocar el cajón afroperuano.

## Estilo de conducción
Su estilo de conducción fue uno de los motivos de su éxito. Empleaba muchos movimientos de manos y gestos faciales. Según el psicólogo Artidoro Cáceres, dichos gestos inusuales en la televisión eran reflejo de su actitud antisistema, lo que lo hacía un personaje más atractivo.
Su programa consistía de solo dos modalidades: Hablar él solo frente a la cámara y una entrevista. Al hablar a solas frente a la cámara, los temas eran siempre culturales y dispares. Podía hablar desde complejos temas de lingüística hasta consejos para realizar mejor el coito. A esta sección se le titulaba "Miscelánea". Las entrevistas podían ser realizadas a intelectuales o especialistas. Hubo varios invitados que aparecieron de manera continua, como por ejemplo el cineasta Armando Robles Godoy y la escritora Josefina Barrón
. 
Debido al formato de estar solo, tras un escritorio y frente a una cámara, sus transmisiones se acoplaban perfectamente al formato de YouTube, medio a través del cual mucha gente joven lo comenzó a seguir en sus últimos años de vida. El canal TV Perú, habida cuenta de este inesperado fenómeno, comenzó a realizar videos cortos, con 3 cámaras y letras generadas a computadora para hacer énfasis en lo que Denegri decía. Estos videos cortos fueron titulados La palabra de Marco Aurelio Denegri y, aunque se transmitían en la televisión, iban dirigidos también a la red social antes mencionada. Antes de su muerte hubo la intención de realizar mayores proyectos de este tipo. Resulta anecdótico que Denegri, por costumbre y motivos personales, no era un usuario de Internet ni interesado en ver sus propios programas televisivos.
El estilo de Marco Aurelio Denegri se presenció brevemente en la película Un marciano llamado deseo. El propio intelectual reconoció que actuó «por humorada».

## Polémicas

### «Cuando las papas queman» y «papa caliente»: Denegri vs. Hildebrandt
Una conocida polémica fue su disputa con la reconocida lingüista y excongresista de la república Martha Hildebrandt. Hildebrandt había indicado que los peruanismos «cuando las papas queman» y «papa caliente» provenían de la gastronomía. Denegri criticó esto con mucha dureza, diciendo que era un análisis gratuito. Él opinaba que la expresión «cuando las papas queman» hacía alusión a cuando sucedía que en un burdel las prostitutas tenían una enfermedad venérea; por otro lado, sostenía que la expresión "papa caliente» hace alusión a la vulva en estado de excitación sexual. 

En su obra Miscelánea Humanística (2010) le escribe una carta a Martha Hildebrandt, expresando su crítica sobre "las papas queman":
"La papa de "papa caliente" y de "cuando las papas queman" es la papa sexual y en tal sentido la papa es chucha, concha, zorra, caverna, raja, etcétera y la quemazón es la transmisión de enfermedades venéreas y la calentura de la papa se refiere a la arrechura o lujuria de la hembra, a la cual el varón término medio se la imagina (en estado de) furor uterino". 

### Condón
Causó un escándalo en los años 1970 cuando empleó por primera vez en la televisión peruana la palabra «condón». Esto fue revolucionario, pues en dicha época la sociedad era sumamente conservadora. La tan sola mención de la palabra condón era considerada escandalosa.

## Aficiones

### Audiofilia
Denegri tenía en su hogar múltiples equipos de sonido. Cultivaba el amor por el sonido de calidad. No solía escuchar música contemporánea. Era amante de la música criolla, especialmente del cajón peruano.

### Lectura
Denegri era un voraz lector. Leía muchas horas al día y se consideraba un autodidacto. Rosa Torres, su asistente y ama de llaves, señala que era muy celoso de sus libros y se levantaba a las 3 a. m. y comenzaba a estudiar cuatro horas diarias como mínimo. Nunca leía libros desde una computadora (no utilizaba Internet). De tener que hacer alguna gestión como enviar un email, se lo solicitaba a otra persona. Consideraba que el uso de los smartphones y las nuevas tecnologías no eran las formas ideales de adquirir conocimiento.

### Gallística
Denegri era un confeso aficionado a la gallística. Fue criador de gallos aficionado y escribió artículos sobre este tema, los cuales recopiló en el libro Arte y ciencia de la gallística.

## Vida privada
Denegri nunca se casó ni tuvo hijos y fue muy reservado con su vida privada. En algunos programas manifestaba ser amigo de algunos intelectuales, aunque en los últimos años de su vida se aisló totalmente. Su principal nexo con el mundo externo era su asistente Rosa Julia Torres Carhuancho, a cuyo celular había que llamar para solicitar hablar por teléfono con Denegri. Entonces, con el permiso de Denegri, ella conectaba el teléfono fijo y el interesado podía comunicarse directamente con él.
Durante su juventud fue un asiduo concurrente al Jirón Huatica, donde se podían encontrar prostitutas. En su libro Miscelánea humanística dibuja un mapa del lugar tal como era cuando él lo frecuentaba.
Asimismo, fue testigo de peculiares encuentros sexuales debido a sus investigaciones. En uno de los episodios de La función de la palabra, indicó que junto con un grupo de personas fue testigo de un coitotécnico que demostró una gran resistencia para aguantar la eyaculación durante 45 minutos de sexo oral. Además, en una entrevista que le realizó el periodista Raúl Tola, Denegri indicó que fue testigo de una competencia de eyaculación, la cual consistía en quién podía eyacular más lejos. Tola le preguntó extrañado sobre dónde uno halla competencias como esas, a lo que Denegri le contestó escuetamente que hay varias competencias de este tipo en la ciudad de Lima.

## Obras
- Revista Sexológica Fáscinum (10 números). 1972-1973.
- Fáscinum. Ensayos sexológicos. Palabras preliminares de Carlos Alberto Seguín. Lima: Asociación de Estudios Humanísticos, 1972. 231 p. Contiene los ensayos Obscenidad, pornografía y censura y ¿Y qué fue realmente lo que hizo Onán?, más una Bibliografía en español sobre la obscenidad, la pornografía y la censura.
- ¿Y qué fue realmente lo que hizo Onán?; Lima: Kavia Kobaya Editores, 1996.
- El arte erótico de Mihály Zichy; Lima: Kavia Cobaya Editores, 1999.
- Normalidad y anormalidad & El asesino desorganizado; Lima: Umbra, 2000. ISBN 978-612-4050-56-5
- La Aguja de la Crítica; Lima: Asociación de Estudios Humanísticos, 2004.
- De esto y de aquello; Lima: Universidad Ricardo Palma, 2006. ISBN 9972-236-16-1
- Hechos y opiniones acerca de la mujer; Lima: Editorial San Marcos, 2008. ISBN 978-612-302-834-3
- Cajonística y vallejística; Lima: Editorial San Marcos, 2009. ISBN 978-9972-38-682-4
- Miscelánea humanística; Lima, Perú: Fondo Editorial de la Universidad Inca Garcilaso de la Vega, 2010. ISBN 978-612-4050-14-5
- Lexicografía; Lima: Editorial San Marcos, 2011. ISBN 978-612-302-421-5
- Esmórgasbord; Lima, Perú: Fondo Editorial de la Universidad Inca Garcilaso de la Vega, 2011. ISBN 978-612-4050-28-2
- Obscenidad y Pornografía; Lima, Perú: Fondo Editorial Universidad Inca Garcilaso de la Vega, 2012. ISBN 978-612-4050-52-7
- Poliantea; Lima, Perú: Fondo Editorial de la Universidad Inca Garcilaso de la Vega, 2014. ISBN 978-612-4050-72-5
- Polimatía; Lima, Perú: Fondo Editorial de la Universidad Inca Garcilaso de la Vega, 2014. ISBN 978-612-4050-78-7
- La niña masturbación y su madrastra tabú; Lima, Perú: Fondo Editorial de la Universidad Inca Garcilaso de la Vega, 2015. ISBN 978-612-4050-85-5
- Arte y Ciencia en la Gallística; Lima, Perú: Fondo Editorial de la Universidad Inca Garcilaso de la Vega, 2015. ISBN 978-612-4050-92-3
- Mixtifori; Lima, Perú: Fondo Editorial de la Universidad Inca Garcilaso de la Vega, 2017. ISBN 978-612-4340-12-3

## Programas de televisión conducidos por él
- Culturánimi (1972) - Canal 11
- La hora sexológica (¿1974? - ¿?) — Canal 11
- El doctor Denegri presenta (setiembre - octubre 1977) Canal 7.
- Contrapunto (1981) Canal 7
- A solas con Marco Aurelio Denegri (1997-2000) — Cable Mágico Cultural
- La función de la palabra (2000-2018) — TV Perú